# Jhonatan Romero
Jhonatan Romero (Riohacha, La Guajira, Colombia; 28 de octubre de 1990) es un futbolista colombiano. Juega de centrocampista.

## Clubes
| Club              | País     | Año         |
| ----------------- | -------- | ----------- |
| Deportivo Pereira | Colombia | 2007 - 2008 |
| Alianza Petrolera | Colombia | 2010        |
| Deportivo Pasto   | Colombia | 2011        |
| Deportivo Pereira | Colombia | 2012 - 2013 |
| Valledupar FC     | Colombia | 2015        |

## Palmarés

### Campeonatos nacionales
| Título    | Club            | País     | Año  |
| --------- | --------------- | -------- | ---- |
| Primera B | Deportivo Pasto | Colombia | 2011 |